# Lübz
Lübz est une petite ville allemande se trouvant au bord du canal de l'Elde dans le Mecklembourg et l'arrondissement de Ludwigslust-Parchim (Mecklembourg-Poméranie-Occidentale).

## Géographie
Les limites de la municipalité vont jusqu'au lac de Passow au nord, bien que la ville elle-même ne se trouve pas sur son rivage. Elle est bordée au nord et à l'est par des espaces naturels protégés. Parchim est à quinze kilomètres à l'est et Plau am See à environ quinze kilomètres à l'ouest.

## Municipalité
Outre la ville-même de Lübz, la commune comprend les territoires des localités suivantes : Bobzin, Broock, Riederfelde, Ruthen et Wessentin.

### Jumelages
- Halstenbek (Allemagne) depuis le 6 octobre 1990[1]

## Toponymie
L'endroit est mentionné comme Lubicz en 1224 (village de Lubec, en polabe); Louize en 1274; Lubicz en 1317; Lubitze en 1318; Lubcze en 1322; Luptz en 1342; Lubisse en 1377; et adopte définitivement la forme de Lübz au XVIe siècle.

## Historique

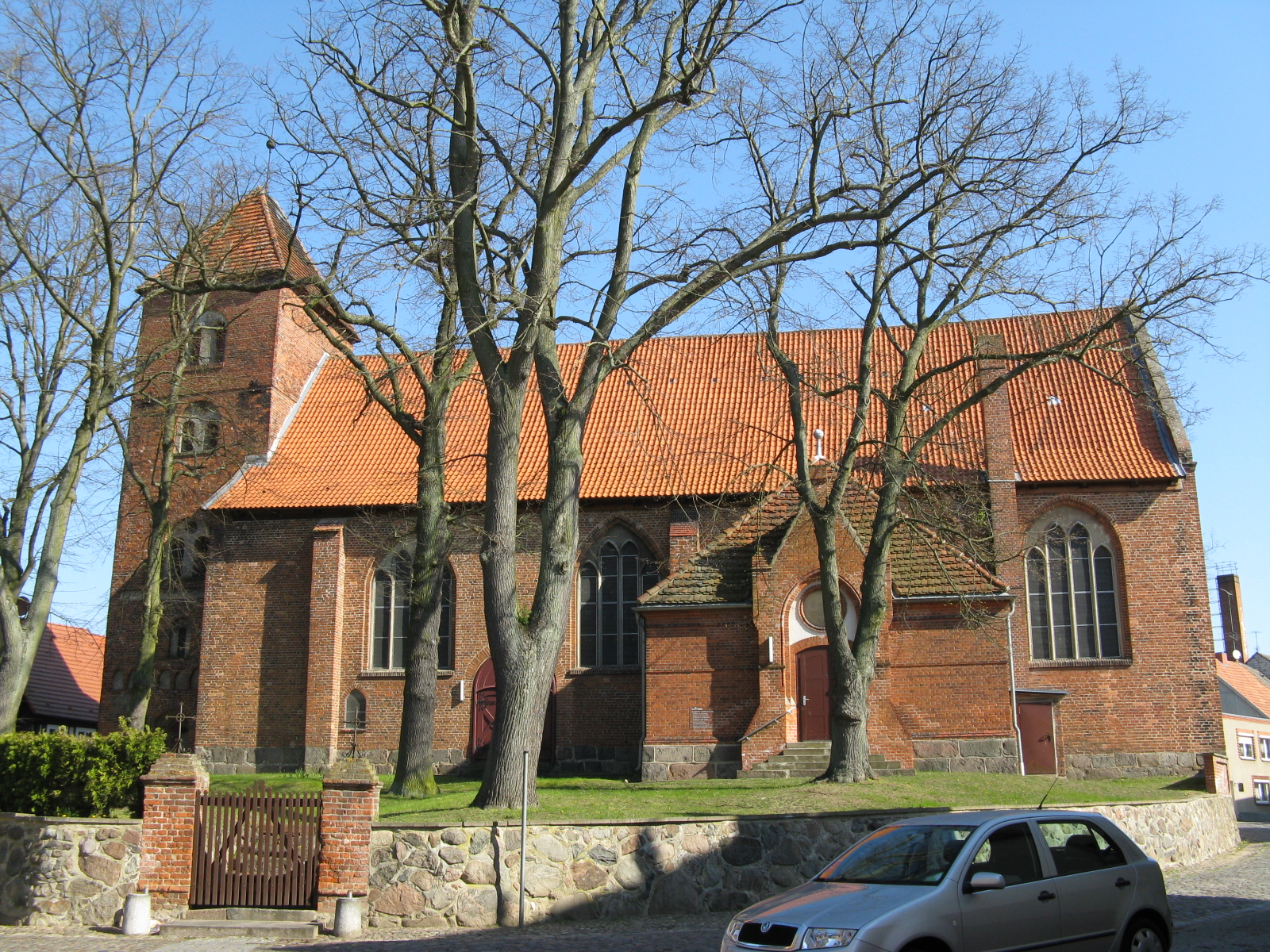
Vue de l'église de Lübz

C'est en 1224 qu'un village est mentionné sous le nom de Lubicz. Le margrave Othon IV de Brandebourg permet d'y faire construire un château fort, l'« Eldenburg ». Ensuite Lübz appartient au Mecklembourg en 1328, ce qui est confirmé en 1348 par l'empereur Charles IV. Lorsque la lignée s'éteint en 1471, Lübz entre dans le duché de Mecklembourg. Lübz obtient ses privilèges de ville en 1456.
L'Eldenburg est reconstruit en simple château résidentiel au XVIe siècle et sert de résidence aux veuves de la famille ducale, jusqu'en 1631. C'est ici qu'habita par exemple la fameuse duchesse Sophie (1569-1634), ancienne régente, qui appela les habitants de la ville à la résistance contre les troupes de Wallenstein.
Lübz est dévastée par les troupes impériales pendant la guerre de Trente Ans en 1637, et en proie aux flammes à plusieurs reprises. Le château en ruines est démoli en 1691 à l'exception de la tour du bailliage,l' Amtsturm. Elle abrite maintenant un musée d'histoire locale. On construit en 1759, à la place du château, la maison du bailli, puis un pont en 1774 et une écluse. L'Elde est canalisée et rendue navigable en 1826, avec une nouvelle écluse en 1846. De petites industries s'installent à partir de la seconde moitié du XIXe siècle. Le dernier grand-duc de Mecklembourg-Schwerin abdique à la fin de l'année 1918, lorsque l'Empire allemand s'écroule.
Un petit port fluvial est construit en 1934. Une cinquantaine de prisonnières soviétiques sont employées aux travaux du canal pendant la Seconde Guerre mondiale et un petit camp de prisonniers, dont une plaque rappelle le souvenir, est aménagé en dehors de la ville. Les troupes américaines entrent dans Lübz le 2 mai 1945 et les Soviétiques quelques heures plus tard. Ces derniers installent leur commandement dans l'ancienne caisse de crédit cantonal (devenue aujourd'hui un supermarché). Quelques mois plus tard, les premières réformes foncières exproprient les propriétés agricoles et les paysans sont regroupés dans des fermes collectives. Différents combinats voient le jour à l'époque de la république démocratique allemande.
La ville a été restaurée après la réunification.

## Architecture et tourisme

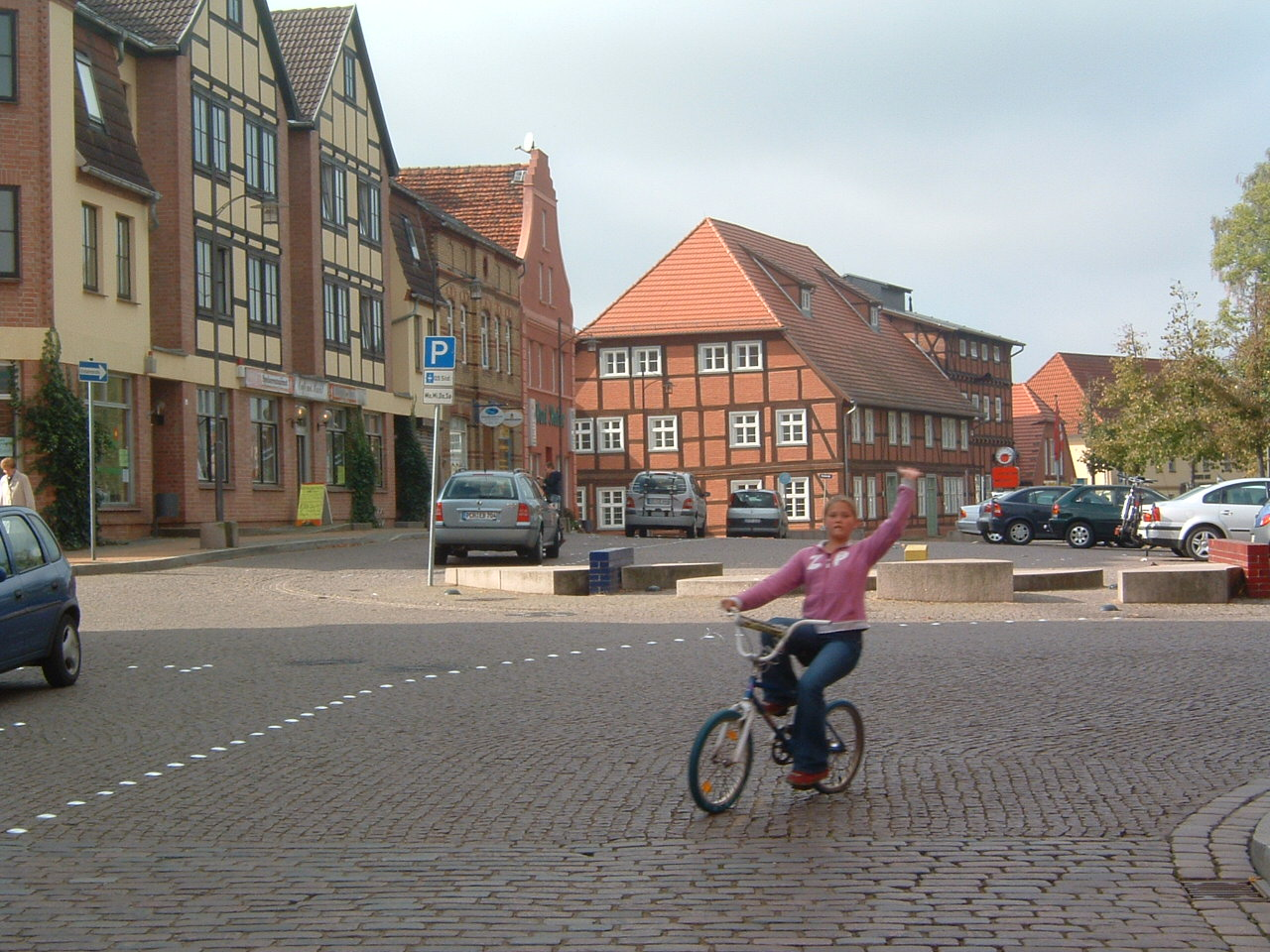
Vue de la place du Marché

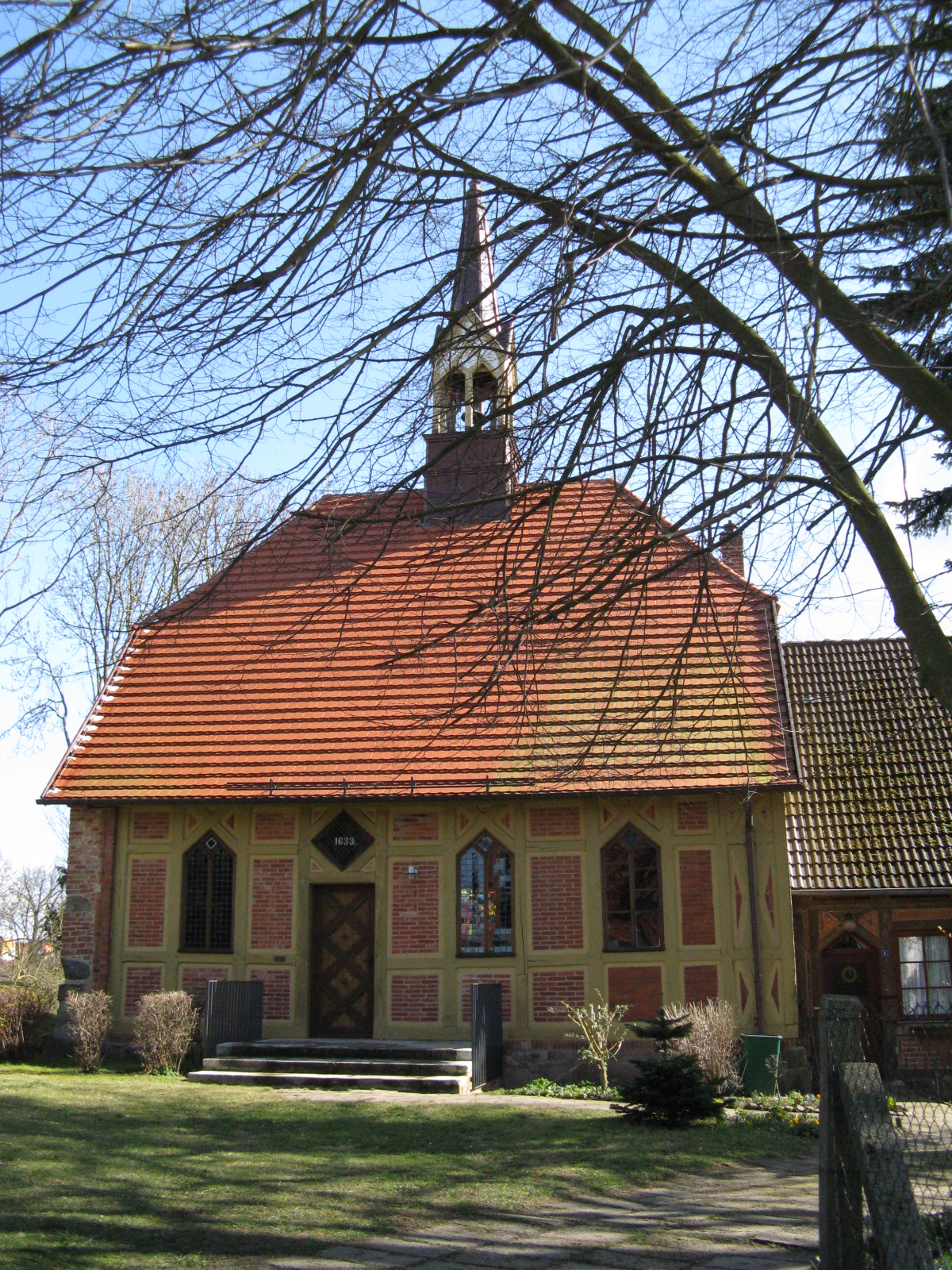
L'église de l'ancien prieuré

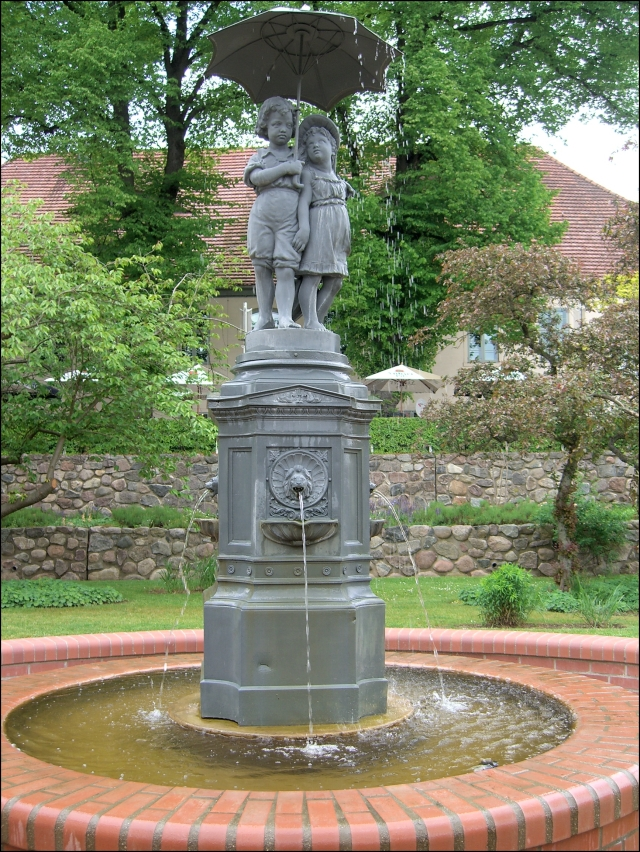
La fontaine des Schirmkinder

- La vieille ville avec la place du Marché, la maison du bailli, la roseraie, le Ziegenmarkt (marché aux chèvres),et le pont de l'Elde.
- L'église de Lübz (1570) avec un intérieur Renaissance et la tombe de la duchesse Sophie (morte en 1634)
- L'église de l'ancien prieuré, Stiftskirche
- La tour du bailliage (1308), seul vestige de l'Eldenburg
- La maison du bailliage (1759), agrandie en 1879
- Le pont du moulin
- Les écluses
- le moulin à colombages (1759) avec des bâtiments du XIXe siècle
- De nombreuses maisons à colombages
- Le château d'eau (1912-1913)
- La fontaine des Schirmkinder (enfants sous un parapluie) dans la roseraie (sculpteur: Christian Genschow)
- Le planétarium
- Le monument aux morts de la guerre de 1870 (1885), avec des médaillons de Guillaume Ier et du grand-duc Frédéric-François II (sculpteur: Ludwig Brunow)
- La Mecklenburgische Brauerei Lübz fondée en 1877.
- Le monument aux morts de la Grande Guerre (1924), l'aigle qui le surmontait a été enlevée en 1945.

## Personnalités
Gerd Wessig (1959-), champion olympique et recordman du monde du saut en hauteur.